# R2-D2
R2-D2 (Р2-Д2, иначе Artoo-Detoo, Арту-Диту) — астромеханический дроид и коллега C-3PO во вселенной «Звёздных войн», созданный незадолго до 32 ДБЯ. R2-D2 был сыгран Кенни Бейкером в семи фильмах «Звёздных войн», также во многих эпизодах использовалась механическая или смоделированная на компьютере модель. R2 — единственный персонаж, который появлялся во всех фильмах «Саги Скайуокеров» (и спин-офф «Изгой-один») без изменений во внешнем виде и манеры разговора, в отличие от его коллеги C-3PO, который в «Скрытой угрозе» и «Атаке клонов» ещё не имел золотого покрытия, являвшегося его предметом гордости во всех других появлениях. В соответствии со своей изобретательностью, R2 обладает множеством инструментальных приспособлений, позволяющих ему быть величайшим механиком космических кораблей и специалистом по взаимодействию с компьютерами. Лёгкий дроид, R2 часто бросается в опасные ситуации без раздумий. Эта безумная авантюрность спасает всех в дни многочисленных происшествий, часто изменяющих ход истории галактики. Его звуки и вокальные эффекты были созданы звуковым дизайнером Беном Бёрттом.
R2 имеет бочкообразную форму с вращающимся куполом, исполняющим роль его головы и включающим единственный глаз. Он имеет три подпорки, которые позволяют ему ходить, и на каждой имеется колесо. В отличие от его приятеля, протокольного дроида C-3PO, R2-D2 не разговаривает, а общается через последовательности писков, свистков и трелей, которые C-3PO может переводить. Похоже на то, что его хозяева также понимают, что он хочет сказать. Также, будучи подключён к истребителю, R2-D2 может общаться с пилотом, печатая свои реплики на мониторе.

## Создание
Имя дроида восходит ко времени, когда Лукас снимал фильм «Американские граффити». Звукорежиссёр Уолтер Марч заявил, что он ответственен за высказывание, которое дало имя дроиду. Марч запросил вторую катушку, второй диалог, англ. Reel 2, Dialog Track 2, сокращённо «R-2-D-2». Лукас, который был в тот момент в комнате, работая над сценарием «Звёздных войн», услышал запрос и, узнав расшифровку, сказал: «отличное имя».

## История
В «Скрытой угрозе» R2-D2 — дроид, принадлежащий армии Набу, помогает восстановить генератор поля космического корабля королевы Падме Амидалы, когда она пытается прорваться через блокаду Торговой Федерации. Все дроиды-ремонтники были сбиты, но R2-D2 уцелел. Был лично представлен королеве за эту заслугу. R2 присоединяется к компании Квай-Гон Джинна на Татуине и встречает C-3PO и Энакина Скайуокера. Позже он служит астромеханическим дроидом на истребителе Энакина во время атаки на станцию контроля дроидов Торговой Федерации.
Десять лет спустя, в «Атаке клонов», R2 ещё принадлежит Падме Амидале, и он составляет компанию Энакину и Падме в путешествии на Набу, когда Падме угрожает опасность, а затем на Татуин, когда Энакин пытается спасти свою мать. Здесь он воссоединяется с C-3PO, и они вдвоём попадают в разнообразные несчастные случаи на Геонозисе. Это, к примеру, странное происшествие, когда у C-3PO голова отделяется от тела. Голова помещается на тело боевого дроида, а голова боевого дроида — на тело C-3PO. Позднее R2 подбирает голову C-3PO и устанавливает её на тело во время битвы на Геонозисе. Он и C-3PO позже становятся свидетелями на тайной свадьбе Энакина и Падме.
В «Мести ситхов» R2 помогает Энакину и Оби-Вану Кеноби во время их миссии по спасению Верховного канцлера Палпатина с крейсера графа Дуку. Его атакуют два боевых супердроида, но он побеждает обоих благодаря хитроумной тактике — обливает их машинным маслом и поджигает реактивной струёй из своих мини-дюз. R2 составляет компанию Энакину до конца фильма, хотя и не играет важной роли в дальнейших событиях. Позже из памяти C-3PO стирают всю информацию о местонахождении Люка Скайуокера и Леи Органы, чтобы этого не узнал их отец, который перешёл на тёмную сторону и стал Дартом Вейдером. А поскольку R2-D2 не может общаться словесно, его память не тронули. Но надо заметить, что в «Империя наносит ответный удар» и «Возвращении джедая» R2 общается с Люком во время их путешествия на Дагобу через компьютерный экран истребителя X-wing Люка. Благодаря этому R2 — единственный персонаж, выживший до конца «Возвращения джедая», который знает всю историю семьи Скайуокеров. R2 и C-3PO вместе переходят во владение капитана Рэймуса Антиллеса на борту пытавшегося прорвать блокаду Tantive IV в конце «Мести ситхов».
В «Изгое-один» он и его напарник C-3PO появляются в качестве камео, наблюдающими за взлётом кораблей Альянса повстанцев с планеты Явин IV.
В «Новой надежде» R2-D2 и C-3PO находятся на борту Tantive IV вместе с принцессой Леей с Алдераана, уже взрослой, когда их атакует звёздный разрушитель Devastator. Лея тайно передаёт R2-D2 диск, содержащий сообщение о бедствии и планы Звезды смерти — имперской боевой станции, — и просит передать это послание Оби-Вану Кеноби.
Когда R2 и 3PO снова оказываются на Татуине, их похищают джавы, а затем покупает Оуэн Ларс, дядя Люка Скайуокера. Люк обнаруживает часть скрытого сообщения, но не действует согласно ему, и R2 сбегает, чтобы самостоятельно найти Оби-Вана Кеноби. Вскоре Люк покидает Татуин с Оби-Ваном, Ханом Соло и Чубаккой, и они пытаются доставить R2-D2 повстанцам. По пути их захватывает Звезда Смерти, они в конце концов спасают Лею и сбегают. R2-D2 доставляет планы Альянсу и становится астромеханическим дроидом Люка во время атаки на станцию. R2 серьёзно повреждается во время битвы, но его восстанавливают перед церемонией награждения в конце фильма.
В «Империя наносит ответный удар» R2 составляет компанию Люку в путешествии на Дагобу, и затем — в Облачный город, где он снова спасает и восстанавливает сильно повреждённого C-3PO. Он также налаживает гипердвигатель «Тысячелетнего Сокола», что позволяет его друзьям в последнюю минуту избежать нападения Империи.
В «Возвращении джедая» R2-D2 участвует в спасении Хана Соло от Джаббы Хатта, а позже присоединяется к ударной группе Повстанцев на Эндоре. Он помогает отключить отражающее поле, чтобы флот мог разрушить новую Звезду Смерти.
В «Пробуждении силы» R2-D2 пребывает в спящем режиме с момента исчезновения Люка, но после уничтожения Сопротивлением Старкиллера он «просыпается» и показывает героям карту местонахождения Скайуокера.

## История создания
В оригинальных фильмах «Звёздных войн» было две модели R2-D2, одна из которых была с дистанционным управлением и каталась на трёх колёсных ногах, а в другой находился английский актёр Кенни Бейкер (она передвигалась на двух ногах). Дип Рой (который также был дублёром Йоды в нескольких сценах) служил дублёром Бейкера в Эпизодах V и VI, выполняя трюки и сцены, когда Бейкер отсутствовал.
Радиоуправляемым R2 управлял Джон Стирс в «Новой надежде», Брайан Джонсон в «Империя наносит ответный удар» и Кит Уэст в «Возвращении джедая».
Кенни Бейкер не участвовал в праздничном спецвыпуске «Звёздных войн», и R2-D2 был представлен только модель под радиоуправлением Мика Гарриса (в то время секретаря Лукаса). В титрах R2-D2 указан как играющий сам себя. Позже Гаррис продолжал управлять радиоуправляемым R2-D2 на различных мероприятиях, включая «Оскар».
В «Атаке клонов» было в общей сложности пятнадцать R2-D2. Восемь моделей были радиоуправляемыми; две штуки носил Бейкер; остальные были моделями каскадёров, которые приводились в движения нитями или тросами. Модели часто ломались, особенно во время съёмок сцен на Татуине в Тунисе.
Развитие технологий позволило намного шире использовать радиоуправляемые модели при съёмках приквел-трилогии, хотя Бейкер всё ещё играл в некоторых сценах. Было три основных оператора: Дон Бис, Джолион Бэмбридж и Грант Имахара.
Звуковые эффекты для «голоса» R2-D2 были созданы звукорежиссёром Беном Бёрттом с использованием аналогового синтезатора ARP 2600, а также его собственного голоса, обработанного с помощью других эффектов.
Оригинальные записи R2-D2 и C-3PO используются в качестве аудио для аниматроники в аттракционе Диснейленда Star Tours — The Adventures Continue Attraction.
Хотя Кенни Бейкер указан в титрах, Энтони Дэниелс (который изображает C-3PO) заявил, что Бейкер не снимался ни в каких сценах для «Мести ситхов». Сам Бейкер сказал, что он, вероятно, появляется только в кадрах, снятых во время съёмок двух предыдущих фильмов.
Для создания новых R2-D2 для съёмок «Пробуждения силы» продюсер Кэтлин Кеннеди наняла двух фанатов, Ли Тоарси и Оливера Стипла, после того как продюсеров впечатлили их рабочие модели, которые были привезены на Star Wars Celebration Europe в 2013 году.
В аудиокомментарии на DVD к «Мести ситхов» Джордж Лукас говорит, что R2-D2 — его любимый персонаж, и что R2-D2 специально спасает положение хотя бы раз в каждом фильме.

## Локализации
В латиноамериканском испанском дубляже фильмов «Звёздных войн» имя R2-D2 произносится как «Артурито» (Маленький Артур), что звучит похоже на английское произношение.
В итальянской версии оригинальной трилогии R2-D2 был назван «C1-P8»: англицизмы не были распространены в итальянском языке в 1970-х и 1980-х годах, а имена различных персонажей были изменены, чтобы их было легче произносить и распознавать для итальянцев. Некоторые из этих изменений были отменены при дубляже приквелов и сиквелов, где вместо них использовалось оригинальное имя R2-D2. Другие изменения названия в итальянской версии оригинальной трилогии включают C-3PO, Хана Соло, Дарта Вейдера и Лейю, которые назывались соответственно «D-3BO», «Ян Соло», «Лорд Фенер» (позже «Дарт Фенер») и «Лейла».

## R2-D2 в популярной культуре
R2-D2 и C-3PO снялись в нескольких эпизодах «Улицы Сезам» в 1978 году.
Два дроида были представлены в качестве ведущих на 50-й премии Киноакадемии.
Марк Ротенберг из Электронного информационного центра конфиденциальности назвал робота, предназначенного для безопасности школ и торговых центров, «злым близнецом» R2-D2; Уильям Сантана Ли, соучредитель компании, которая создала робота, сказал, что хочет, чтобы люди думали об их роботе как о «совокупности Бэтмена, „Особого мнения“ и R2-D2».
4 сентября 2015 года, на Force Friday, Hasbro выпустила игру Bop It с дизайном R2-D2. Верхняя часть устройства (его голова) становится кнопкой «Bop It», нижняя часть его головы — «Twist It», а его ноги — «Pull It». Игра основана на серии Bop It Micro, а голос заменён на запись голоса C-3PO. Вместо фразы «Я иду спать» перед выключением эта версия устройства говорит: «Я просто отключусь на некоторое время».
Комплекс вооружения Phalanx CIWS прозвали R2-D2 из-за формы корпуса радара.
Систему навигации самолётов SR-71 также «ласково» прозвали R2-D2. Как и он, система выполняет функции навигации и устанавливается позади пилота, «смотря» вверх.

## Пародии
В израильской научно-фантастической комедии 2015 года «О боже, я робот!» «Робо Джозеф» — «еврейский R2-D2», которого продублировал Роб Шнайдер.
R2-D2 пародируется в нескольких эпизодах «Гриффинов».

## Критика и отзывы
Журнал «Мир фантастики» поставил C-3PO и R2-D2 на 2-е место в списке «Самые-самые роботы», автор написал, что за чередой комических ситуаций в фильмах можно увидеть характер роботов — преданный и человечный, — и добавил, что эта парочка роботов является визитной карточкой «Звёздных войн». R2-D2 был внесён в Зал славы роботов в 2003 году.
Смитсоновский институт включил R2-D2 в свой список «101 объект, который сделал Америку».